# مقاطعة زواغة

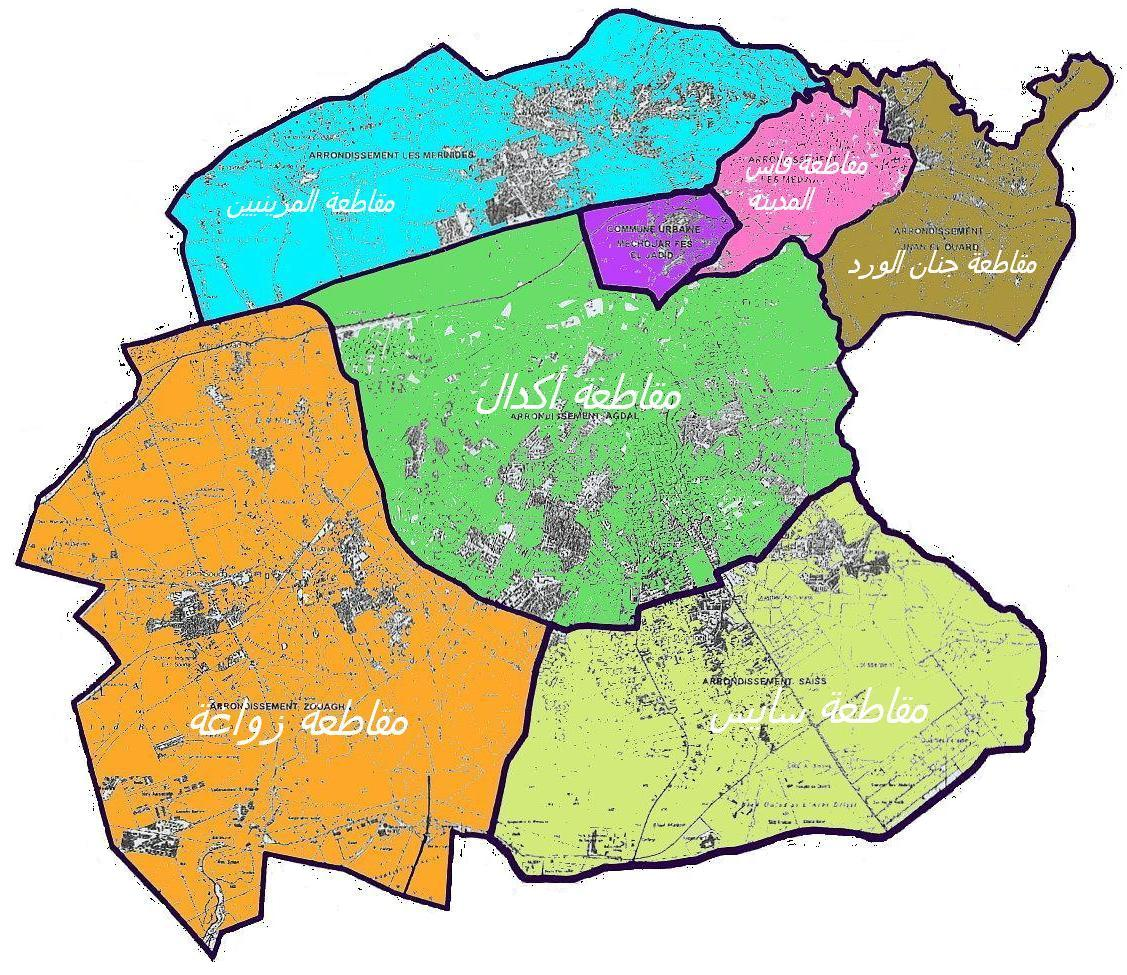
التقسيم الاداري لمقاطعات مدينة فاس
(مقاطعة أكدال بالبرتقالي)

مقاطعة زواغة هي جزء من التقسيم الإداري لولاية فاس، تضم هذه المقاطعة 163.291 نسمة (إحصاء سنة 2004).

## اهم الاحياء
حي زواغة
حي بنسودة
حي المسيرة

حي المرجة